# ميلان المستقبل
ميلان المستقبل (بالإيطالية: Milan Futuro)‏، وغالباً ما يعرف اختصاراً باسم ميلان تحت 23 سنة (بالإنجليزية: Milan U23)‏، هو نادي كرة قدم إيطالي، تأسس بتاريخ 27 يونيو 2024 ويقع مقره في ميلانو بإيطاليا. وهو بمثابة الفريق الاحتياطي لنادي إيه سي ميلان الإيطالي. يتنافس في الدوري الإيطالي الدرجة الثالثة. 

## تاريخ
في 27 يونيو 2024، تم قبول فريق ميلان الاحتياطي في الدوري الإيطالي الدرجة الثالثة لشغل منصب شاغر بعد استبعاد نادي أنكونا. الفريق الجديد الذي يحمل اسم "ميلان فوتورو" (ميلان المستقبل)، يقوده المدرب دانييلي بونيرا.

## الملعب
سيلعب الفريق مبارياته على أرضه ملعب فيليس شينيتي في بلدة سولبياتي أرنو، وهي بلدية في مقاطعة فاريزي. حيث تبلغ السعد الاستيعابية للمعلب لحوالي 4500 متفرج.

## الفريق الحالي
يتكون الفريق من لاعبين العائدين من الإعارة إلى الفريق الأول بالإضافة إلى اللاعبين الذيم تم ترقيتهم من فريق الأكاديمية. جميع هؤلاء اللاعبين مؤهلون للانضمام إلى القائمة الرئيسية للفريق، مع إمكانية بقاء بعضهم مؤهلين أيضًا للعب في فرق الشباب (تحت 23 عامًا) وفريق الأكاديمية (تحت 18 عامًا).